# Barbara Suzzi

Barbara Suzzi (Rimini 18 agosto 1962) è Fondatrice e Presidente di Comitato Fibromialgici Uniti-Italia Odv (CFU-Italia odv) ODV, attivista per la fibromialgia, conosciuta per advocacy, ricerca e sensibilizzazione sulla fibromialgia

## Biografia
Barbara Suzzi ha iniziato la sua carriera professionale come interprete, traduttrice e responsabile eventi. Nel 1989 fonda A.B.M. srl azienda attiva nell'ambito della moda e collabora con i maggiori stilisti italiani.
Nel 2016 fonda l’Organizzazione di Volontariato CFU-Italia odv, diventandone presidente, con l’obiettivo di rappresentare e tutelare i pazienti affetti da fibromialgia, malattia cronica dolorosa spesso non riconosciuta dal sistema sanitario.

## Attività e carriera
Barbara Suzzi si è distinta per:
- Advocacy politica: ha collaborato con parlamentari e senatori italiani per promuovere la stesura di proposte di legge [2]finalizzate al riconoscimento della fibromialgia nei Livelli Essenziali di Assistenza (LEA) e come malattia cronica e invalidante a livello nazionale.[3]

- Sensibilizzazione pubblica: organizza iniziative come l’illuminazione di monumenti e sedi istituzionali di viola in occasione della Giornata mondiale della fibromialgia.[4]

- Comunicazione scientifica: partecipa a trasmissioni televisive quali TG2 Medicina33, GEO, Elisir, Nuovi Eroi e Striscia la Notizia.[5]

- Supporto ai pazienti: promuove percorsi di inclusione lavorativa, accesso ai servizi sanitari e assistenza multidisciplinare.[6]

## Ricerca scientifica
Barbara Suzzi collabora con diversi istituti di ricerca e specialisti, contribuendo a studi osservazionali e pubblicazioni scientifiche sulla fibromialgia.

### Pubblicazioni scientifiche selezionate
- Tenti M., Raffaeli W., Paroli M., Gamberi G., Vincis R., Suzzi B. et al., "An Italian Survey and Focus Groups on Fibromyalgia Impairment: Impact on Work and Possible Reasonable Accommodations", 2024.[7]

- Bellomo R.G., Gardarelli M., Li Pira I., Coppola R., Barbato C., "Tai Chi in Fibromyalgia Therapy", 2025.[8]

- Tenti M., Varallo G., Cilenti F., Raffaeli W., Scorza M., Rubichi S., Pietrabissa G., Castelnuovo G., Gremigni P., Casu G., "Pain, Anger, and Rumination in Fibromyalgia: A Vicious Cycle?", 2025.[9]
- Giulio Cavalli1,2,*, Adriana Cariddi2,*Jacopo Ferrari1, Barbara Suzzi3, Alessandro Tomelleri1,2, Corrado Campochiaro 2, Giacomo De Luca2, Elena Baldissera2 and Lorenzo Dagna1,2 "Living with fibromyalgia during the COVID-19 pandemic: mixed effects of prolonged lockdown on the well-being of patients" 2021 [10]

### Studi osservazionali e pilota
- Algistat e fibromialgia (fase 2) – 2025

- Fibromialgia ed epigenetica – Università di Sassari e Epinutracell – 2024

- Fibromialgia e disturbi del sonno – 2024

- Numerosi studi su Alimentazione, Nutripuntura, Taijiquan, Riabilitazione cognitiva, Manipolazioni craniali, Limfa Therapy e haloterapia (2018–2023)[11]

- Impatto della pandemia COVID-19 sui pazienti fibromialgici (2020)

- Adattamenti ragionevoli e lavoro per persone con fibromialgia (2019)

## Trasmissioni televisive
- TG2 Medicina33, Rai2 – gennaio 2023

- GEO, Rai3 – maggio 2023

- Elisir, Rai3 – ottobre 2023

- Nuovi Eroi, Rai3 – novembre 2023

- Striscia la Notizia – gennaio 2024[12]

## Onorificenze
- Ufficiale dell'Ordine al Merito della Repubblica Italiana "Per la sua attività volta ad informare e a migliorare le condizioni di vita delle persone affette da Sindrome Fibromialgica"  25 febbraio 2023   [13] [14] [15] [16] [17]

## Premi
- Premio "Ispirazione Donna" – 2024[18] [19][20]

- Premi Universum International Academy al direttivo CFU-Italia per l’impegno verso chi soffre di fibromialgia[21]

## Pubblicazioni
- Fibromialgia e lavoro: quali accomodamenti ragionevoli? – CFU-Italia, Fondazione Asphi Onlus, Cisl e Fondazione Isal[22]

- Fibromialgia – Non solo una guida – testo scientifico con contributi di 20 specialisti e approccio multidisciplinare[23] [24]

## Eventi e sensibilizzazione
- Giornata mondiale della fibromialgia: illuminazioni viola di monumenti e sedi istituzionali, tra cui il Senato e il Parlamento italiano.[25]

- Conferenze stampa, eventi pubblici e convegni con parlamentari e senatori italiani per promuovere il riconoscimento della fibromialgia nei LEA.[26]

- Collaborazione con enti locali e regionali per riconoscere la fibromialgia come malattia invalidante, con esenzione dalle spese sanitarie.[27]